# Liste von Klöstern in Bulgarien

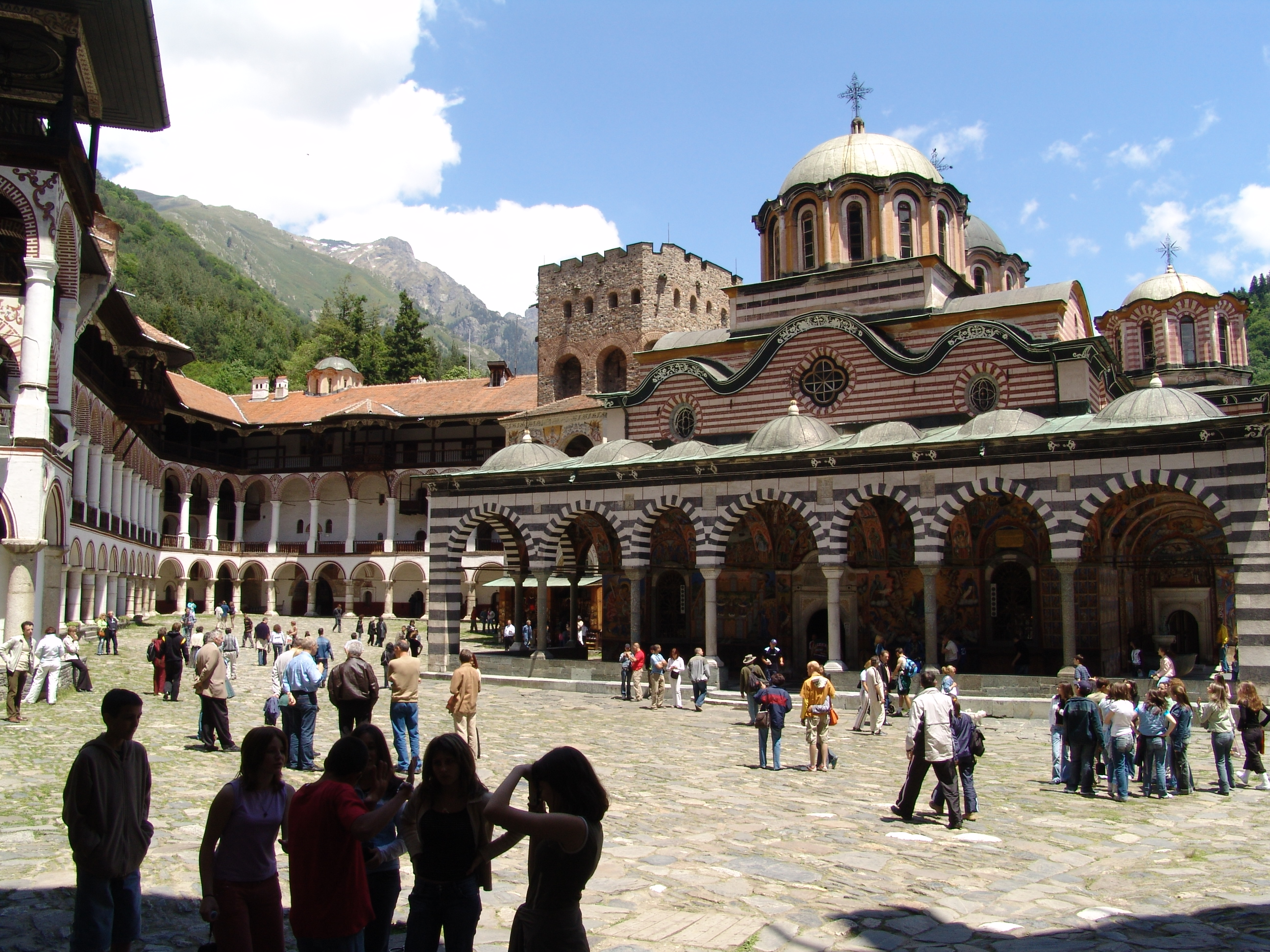
Rila-Kloster, UNESCO-Welterbe

Die Liste von Klöstern in Bulgarien enthält bestehende und ehemalige Klöster in Bulgarien.

## Bulgarisch-Orthodoxe Kirche
Die Bulgarisch-Orthodoxe Kirche hat 211 Klöster in Bulgarien und im Ausland. Die Klöster Rila, Batschkowo und Trojan sind stauropegial.
- Mariä-Entschlafens-Kloster in Batschkowo
- Michaelskloster in Drjanowo, seit 12. Jahrhundert
- Kloster der Heiligen Konstantin und Helena am Schwarzen Meer
- Kloster Kuklen, seit 14. Jahrhundert
- Pantaleons-Kloster Preslaw
- Kloster Plakowo
- Rila-Kloster, 10. Jahrhundert, UNESCO-Welterbe
- Mariä-Geburt-Kloster in Roschen im Pirin-Gebirge
- Mariä-Entschlafens-Kloster in Sokolowa
- Mariä-Entschlafens-Kloster in Trojan, seit 17. Jahrhundert, drittgrößtes Kloster Bulgariens
- Kloster Schipka

### Ausland
Deutschland
- Dreifaltigkeitskloster Buchhagen

Griechenland
- Kloster Zografou auf dem Athos

## Bulgarische Orthodoxe Altkalendarische Kirche
Die Bulgarische Orthodoxe Altkalendarische Kirche hat drei Klöster in Bulgarien.

## Ehemalige Klöster
- Aladscha-Kloster, spätestens 11.-mindestens 14. Jahrhundert, am Schwarzen Meer
- Kloster Bassarbowo, im 15. Jahrhundert erwähnt, Felsenkloster
- Kloster Johannes der Täufer (Kardschali), 8.–14. Jahrhundert, in den Rhodopen